# SCSI

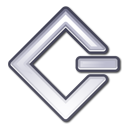
Logo SCSI

SCSI (Small Computer System Interface) je standardní rozhraní a sada příkazů pro výměnu dat mezi externími nebo interními počítačovými zařízeními a počítačovou sběrnicí. SCSI se vyslovuje „skazi“.
SCSI se obvykle používalo pro připojení pevných disků nebo magnetopáskových jednotek. Pomocí SCSI šlo připojit i jiná zařízení např. skenery, jednotky CD-ROM nebo DVD.
SCSI se nejčastěji používalo u výkonných pracovních stanic nebo serverů. Servery využívající RAID měly téměř vždy disky připojené pomocí SCSI. Osobní počítače nebo notebooky používaly SCSI pouze výjimečně (dlouhou dobu používala společnost Apple); používaly především ATA/IDE nebo novější SATA. V poslední době se externí zařízení připojují nejčastěji pomocí rozhraní USB.
Výhodou SCSI byla možnost připojení většího počtu pevných disků (nebo jiných periférií) než u rozhraní ATA/IDE, sběrnice SCSI měla zpravidla i větší přenosovou rychlost a reálný výkon i díky protokolu přenosu. SCSI disky měly zpravidla větší otáčky ploten, kratší přístupovou dobu a díky zaměření i větší životnost.

## Standardy SCSI

### SCSI-1

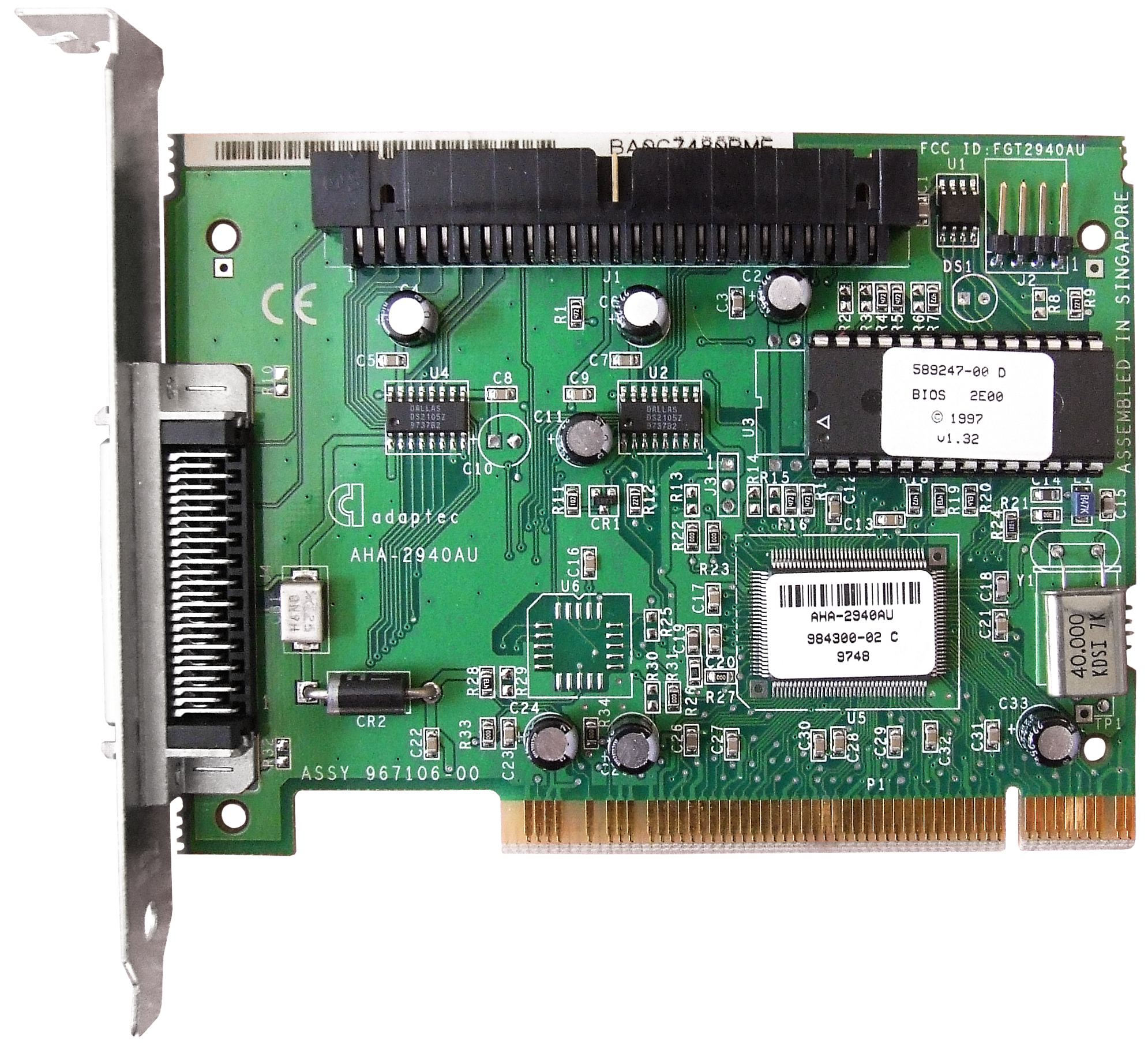
SCSI řadič Adaptec AHA 2940AU

SCSI-1 bylo odvozeno od SCSI a v roce 1986 formálně přijato organizací ANSI. Charakteristickým rysem byla osmibitová paralelní sběrnice (s paritou), asynchronním přenosem rychlostí 3,5 MB/s nebo synchronním přenosem 5 MB/s, a maximální délkou datového kabelu 6 metrů. Variantou na tento standard byla vysokonapěťová (HVD) implementace umožňující prodloužit délku kabelu až na 25 metrů.

### SCSI-2
Tento standard byl uveden v roce 1989 a z něj vzniklo Fast SCSI a Wide SCSI. Fast SCSI poskytovalo dvojnásobnou přenosovou rychlost (10 MB/s) a Wide SCSI rozšířilo sběrnici na 16 bitů při maximální rychlost 20 MB/s. Daní za tato vylepšení bylo snížení maximální délky datového kabelu na 3 metry. SCSI-2 dále specifikovalo 32bitovou verzi Wide SCSI, používající dvě 16bitové sběrnice; toto bylo výrobci SCSI zařízení ignorováno,poněvadž to bylo zbytečné a drahé.

### SCSI-3, Ultra SCSI
S prvním paralelním zařízením, které překonalo specifikace SCSI-2, bylo navrženo SCSI-3. Tato zařízení, známá také jako Ultra SCSI nebo jako Fast 20 SCSI, byla představena v roce 1992. Rychlost přenosu byla 20 MB/s pro standardní (narrow – 8bitový subsystém) nebo 40 MB/s pro rozšířený (wide). Maximální délka přenosového kabelu byla 3 metry. Ultra SCSI bylo velmi citlivé na délku kabelu a jeho kvalitu (nejčastějšími zdroji problému byly nekvalitní konektory a terminátory).

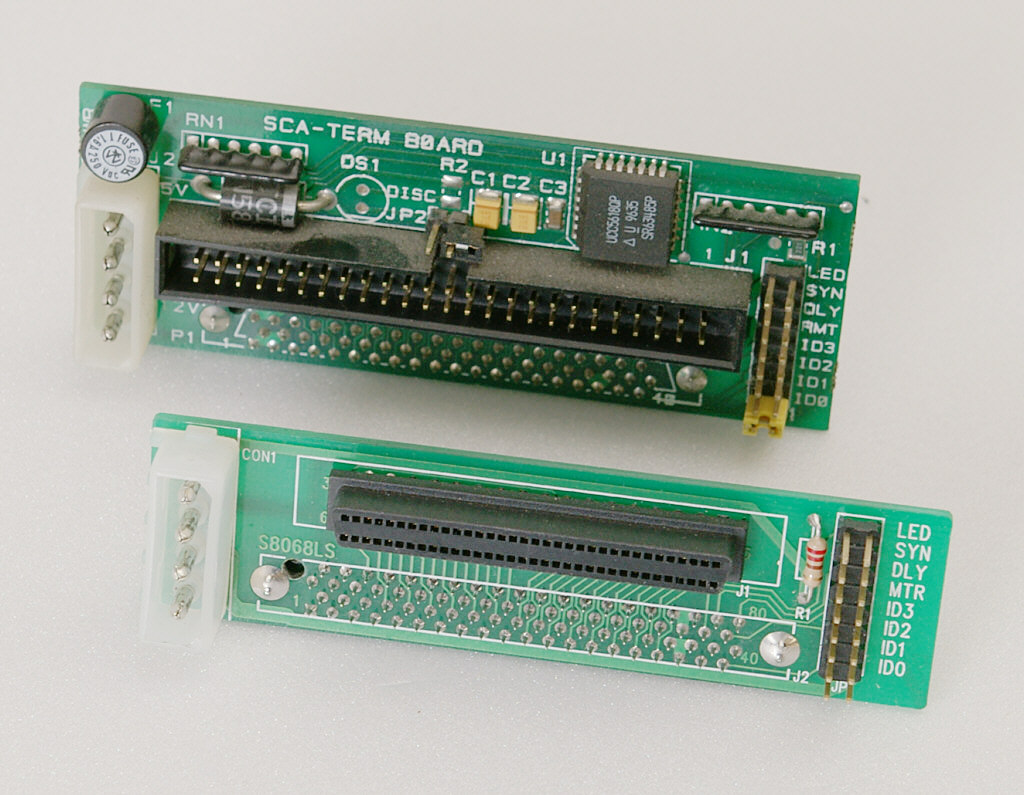
Redukce SCSI-SCA

### Ultra320 SCSI
Rychlost 320 MB/s

### Ultra640 SCSI
Rychlost 640 MB/s

## Druhy rozhraní SCSI
Pro SCSI existuje několik druhů rozhraní. Prvním z nich, nejčastěji používané, je paralelní SCSI (označované jako SPI). Jeho sběrnice je navržena jako paralelní. Z paralelní sběrnice se později vyvinulo SAS (Serial Attached SCSI) používající sériovou sběrnici. Používá point-to-point design, nicméně dodržuje ostatní aspekty SCSI. iSCSI posléze zcela opustilo fyzickou vrstvu a pro transportní vrstvu používá protokol TCP/IP.
SCSI rozhraní bylo tradičně dostupné na počítačích rozličných výrobců pro prostředí systémů Windows, Mac a Linux. Nicméně s rozšiřováním SAS a SATA jednotek přestali výrobci základních desek přidávat podporu pro SCSI.

### Paralelní SCSI
| Rozhraní         | Alternativní označení      | Specifikace               | Konektor                                 | Šířka pásma (bity) | Frekvence   | Maximální   | Maximální | Maximální | Maximální | Maximální      | Impedance      | Napětí |
| Rozhraní         | Alternativní označení      | Specifikace               | Konektor                                 | Šířka pásma (bity) | Frekvence   | Propustnost | Délka SE  | Délka LVD | Délka HVD | Počet zařízení | Impedance      | Napětí |
| ---------------- | -------------------------- | ------------------------- | ---------------------------------------- | ------------------ | ----------- | ----------- | --------- | --------- | --------- | -------------- | -------------- | ------ |
| SCSI-1           | Narrow SCSI                | SCSI-1 (1986)             | IDC50; Centronics C50                    | 8                  | 5 MHz       | 5 MB/s      | 6 m       | NA        | 25 m      | 8              | SE 90 ± 6 Ω    | 5      |
| Fast SCSI        |                            | SCSI-2 (1994)             | IDC50; Centronics C50                    | 8                  | 10 MHz      | 10 MB/s     | 1,5–3 m   | NA        | 25 m      | 8              | SE 90 ± 6 Ω    | 5      |
| Wide SCSI        |                            | SCSI-2                    |                                          | 8                  | 5 MHz       | 5 MB/s      | 1,5–6 m   | NA        | 25 m      | 8              |                |        |
| Fast-Wide SCSI   |                            | SCSI-2; SCSI-3 SPI (1996) | 2 x 50 pin (SCSI-2); 1 x 68 pin (SCSI-3) | 16                 | 10 MHz      | 20 MB/s     | 1,5–3 m   | NA        | 25 m      | 16             | SE 90 ± 6 Ω    | 5      |
| Ultra SCSI       | Fast-20                    | SCSI-3 SPI                | IDC50                                    | 8                  | 20 MHz      | 20 MB/s     | 1,5–3 m   | NA        | 25 m      | 8              | SE 90 ± 6 Ω    | 5      |
| Ultra Wide SCSI  |                            | SCSI-3 SPI                | 68 pin                                   | 16                 | 20 MHz      | 40 MB/s     | 1,5–3 m   | NA        | 25 m      | 16             | SE 90 ± 6 Ω    | 5      |
| Ultra2 SCSI      | Fast-40                    | SCSI-3 SPI-2 (1997)       | 50 pin                                   | 8                  | 40 MHz      | 40 MB/s     | NA        | 12 m      | 25 m      | 8              | LVD 125 ± 10 Ω |        |
| Ultra2 Wide SCSI |                            | SCSI-3 SPI-2              | 68 pin; 80 pin (SCA/SCA-2)               | 16                 | 40 MHz      | 80 MB/s     | NA        | 12 m      | 25 m      | 16             | LVD 125 ± 10 Ω |        |
| Ultra3 SCSI      | Ultra-160                  | SCSI-3 SPI-3 (1999)       | 68 pin; 80 pin (SCA/SCA-2)               | 16                 | 40 MHz DDR  | 160 MB/s    | NA        | 12 m      | NA        | 16             | LVD 125 ± 10 Ω |        |
| Ultra-320 SCSI   | Ultra-4 SCSI Fast-160 SCSI | SCSI-3 (2002)             | 68 pin; 80 pin (SCA/SCA-2)               | 16                 | 80 MHz DDR  | 320 MB/s    | NA        | 12 m      | NA        | 16             | LVD 125 ± 10 Ω |        |
| Ultra-640 SCSI   |                            |                           | 68 pin; 80 pin                           | 16                 | 160 MHz DDR | 640 MB/s    | ??        |           |           | 16             |                |        |

### Sériové SCSI a iSCSI
| SSA                        |  |  |  | 1                       | 200 MHz                 | 40 MB/s                 | 25 m                    | 96                      |
| SSA 40                     |  |  |  | 1                       | 400 MHz                 | 80 MB/s                 | 25 m                    | 96                      |
| FC-AL 1Gb                  |  |  |  | 1                       | 1 GHz                   | 100 MB/s                | 500 m/3 km              | 127                     |
| FC-AL 2Gb                  |  |  |  | 1                       | 2 GHz                   | 200 MB/s                | 500 m/3 km              | 127                     |
| FC-AL 4Gb                  |  |  |  | 1                       | 4 GHz                   | 400 MB/s                | 500 m/3 km              | 127                     |
| Serial Attached SCSI (SAS) |  |  |  | 1                       | 3 GHz                   | 300 MB/s                | 6 m                     | 16,256                  |
| iSCSI                      |  |  |  | Závislé na použité síti | Závislé na použité síti | Závislé na použité síti | Závislé na použité síti | Závislé na použité síti |

## Kabeláž
Interní SCSI kabely jsou obvykle ploché kabely s několika 68 pinovými nebo 50 pinovými konektory. Externí kabely mají navíc stínění a na koncích jen jeden konektor.

## Sériové SCSI
Z paralelního SCSI se odštěpily tři větve sériového SCSI: SCSI—SSA, FC-AL, a Serial Attached SCSI (SAS). Hlavní odlišností je, že komunikace a přenos dat probíhá sériovým protokolem. Sériové SCSI má oproti paralelnímu několik výhod, především vyšší přenosové rychlosti, hot swapping (ačkoliv některé implementace paralelního SCSI je také podporují) a vylepšenou odolnost proti selhání. Hlavní důvod pro posun k sériovému rozhraní byly problémy se synchronizovaným časováním u vyšších rychlostí paralelního SCSI a s tím spojené požadavky na kvalitu kabeláže a terminátorů.